# Sebastian Roché
Sebastian Roché (Parigi, 4 agosto 1964) è un attore francese.

## Biografia
Sebastian Roché è nato a Parigi, in Francia, il 4 agosto 1964; è di origini scozzesi e francesi. Parla fluentemente quattro lingue: inglese, francese, spagnolo e italiano. Da adolescente, ha vissuto per sei anni su una barca a vela con la sua famiglia, viaggiando dalla Francia nel Mediterraneo, in Africa, nel Sud America e nei Caraibi. Si è diplomato nel prestigioso Conservatorio nazionale d'arte drammatica di Parigi. È stato sposato con l'attrice Vera Farmiga dal 1997 al 2005. Nel 1992 si è trasferito negli Stati Uniti e vive ora a Los Angeles. Dal 1º giugno 2014 è sposato con l'attrice Alicia Hannah.

## Carriera
Sin dal diploma al Conservatorio nel 1989, Roché ha iniziato a lavorare nel teatro, televisione e cinema francese, accanto ad attori del calibro di Michel Serrault, Isabelle Huppert e Béatrice Dalle. Dopo essersi trasferito negli Stati Uniti nel 1992, ha lavorato in teatro anche con, tra gli altri, Al Pacino, Julie Taymor e Mark Lamos. È apparso inoltre in diversi film e fiction televisive, come Law & Order, New York Undercover, Sex and the City, Merlino, The Crossing, The Hunley, Baby, Haven, Big Apple, Touching Evil, Streghe, Alias, La leggenda di Earthsea (Earthsea), CSI, The Unit, Odyssey 5, Never Get Outta the Boat, We Fight to be Free e General Hospital. Ha recitato in What We Do Is Secret, New York City Serenade e La leggenda di Beowulf.
Nel 1997 ha assunto il ruolo di Longino nella serie televisiva Roar, interpretata da Heath Ledger, fino alla sua cancellazione nello stesso anno. Tra il 2002 e il 2004 ha interpretato Kurt Mendel nella serie fantascientifica Odyssey 5. È apparso in 299 puntate di General Hospital nel ruolo del criminale Jerry Jacks tra il 2007 e il 2010.
Nel 2007 Roché ha interpretato Wulfgar nel film La leggenda di Beowulf. È poi apparso in The Mentalist nel ruolo di Shirali Arlov e nella serie televisiva 24 come John Quinn.
Dal 2009 ha interpretato Thomas Jerome Newton, il leader dell'esercito di mutaforma dell'universo parallelo, nella seconda stagione della serie televisiva Fringe; il personaggio è apparentemente morto suicida all'inizio della terza. Tra il 2010 e il 2011 ha invece interpretato l'angelo Balthazar in Supernatural.
Nel 2011 appare nella serie televisiva Criminal Minds, nel ruolo dell'agente dell'Interpol Clyde Easter, e nella serie televisiva The Vampire Diaries nel ruolo del misterioso vampiro-cacciatore Mikael, ruolo ripreso anche nella prima e nella seconda stagione dello spin-off The Originals.

## Filmografia parziale

### Cinema
- Cin cin, regia di Gene Saks (1991)
- L'ultimo dei Mohicani (The Last of the Mohicans), regia di Michael Mann (1992)
- Loungers, regia di Marc Forster (1995)
- The Peacemaker, regia di Mimi Leder (1997)
- America dopo (Sorry, Haters), regia di Jeff Stanzler (2005)
- Il destino nel nome - The Namesake (The Namesake), regia di Mira Nair (2006)
- What We Do Is Secret, regia di Rodger Grossman (2007)
- La leggenda di Beowulf (Beowulf), regia di Robert Zemeckis (2007)
- New York City Serenade, regia di Frank Whaley (2007)
- Happy Tears, regia di Mitchell Lichtenstein (2009)
- Le avventure di Tintin - Il segreto dell'Unicorno (The Adventures of Tintin: The Secret of the Unicorn), regia di Steven Spielberg (2011) – voce
- Safe House - Nessuno è al sicuro (Safe House), regia di Daniel Espinosa (2012)
- Beverly Hills Chihuahua 3: Viva La Fiesta! (Beverly Hills Chihuahua 3), regia di Lev L. Spiro (2012)
- La metamorfosi del male (Wer), regia di William Brent Bell (2013)
- La preda perfetta - A Walk Among the Tombstones (A Walk Among the Tombstones), regia di Scott Frank (2014)
- 6 Underground, regia di Michael Bay (2019)
- Tides, regia di Tim Fehlbaum (2021)
- 1943 - Il filo della libertà (Burning at Both Ends), regia di Matthew Hill e Landon Johnson (2022)
- Ondata calda (Heatwave), regia di Ernie Barbarash (2022)

### Televisione
- La Grande Cabriole, regia di Nina Companeez – miniserie TV (1989)
- Law & Order - I due volti della giustizia (Law & Order) – serie TV, episodi 4x03-10x07 (1993-1999)
- Roar – serie TV, 11 episodi (1997)
- Sex and the City – serie TV, episodio 1x09 (1998)
- Violenza metropolitana (Naked City: Justice with a Bullet), regia di Jeff Freilich – film TV (1998)
- Merlino (Merlin), regia di Steve Barron – miniserie TV (1998)
- Big Apple – serie TV, 4 episodi (2001)
- Haven - Il rifugio (Haven), regia di John Gray – film TV (2001)
- Odyssey 5 – serie TV, 19 episodi (2002-2003)
- La leggenda di Earthsea (Earthsea), regia di Robert Lieberman – miniserie TV (2004)
- CSI - Scena del crimine (CSI: Crime Scene Investigation) – serie TV, un episodio (2005)
- Streghe (Charmed) – serie TV, episodio 7x14 (2005)
- General Hospital – serial TV, 317 puntate (2007-2015)
- The Mentalist – serie TV, episodio 1x13 (2009)
- 24 – serie TV, episodi 7x13-7x14 (2009)
- Fringe – serie TV, 8 episodi (2009-2010)
- Supernatural – serie TV, 6 episodi (2010-2011)
- Criminal Minds – serie TV, 5 episodi (2011-2012)
- The Vampire Diaries – serie TV, 5 episodi (2011)
- Unforgettable – serie TV, episodio 1x16 (2012)
- Grimm – serie TV, episodio 1x18 (2012)
- Burn Notice - Duro a morire (Burn Notice) – serie TV, episodio 7x10 (2013)
- The Originals – serie TV, 16 episodi (2013-2018)
- Scandal – serie TV, episodi 3x16-3x17 (2014)
- C'era una volta (Once Upon a Time) – serie TV, episodio 4x15 (2015)
- NCIS: Los Angeles – serie TV, episodio 7x07 (2015)
- Royal Pains – serie TV, episodi 8x03-8x07 (2016)
- Bones – serie TV, episodi 11x21 (2016)
- The Young Pope – serie TV, 5 episodi (2016)
- L'uomo nell'alto castello (The Man in the High Castle) – serie TV, 7 episodi (2016-2018)
- Genius – serie TV, 5 episodi (2018)
- Law & Order - Unità vittime speciali (Law & Order: Special Victims Unit) – serie TV, episodio 20x05 (2018)
- Batwoman – serie TV, 4 episodi (2019-2020)
- MacGyver – serie TV, episodio 5x02 (2020)
- Big Sky – serie TV, 6 episodi (2021)
- Debris – serie TV, episodi 1x5-1x08-1x13 (2021)
- Magnum P.I. – serie TV, episodio 4x03 (2021)
- Cabinet of Curiosities - serie TV, episodio 1x01 (2022)
- 1923 – serie TV, 10 episodi (2022-2025)
- La regina delle lacrime (눈물의 여왕?, Nunmur-ui yeo-wangLR)) – serie TV (2024) – cameo

## Doppiatori italiani
Nelle versioni in italiano delle opere in cui ha recitato, Sebastian Roché è stato doppiato da:
- Stefano Benassi ne La metamorfosi del male, The Vampire Diaries, The Originals, Grimm
- Antonio Sanna in Streghe, The Mentalist, C'era una volta
- Francesco Prando ne La preda perfetta, L'uomo nell'alto castello, 1943 - Il filo della libertà
- Massimo Lodolo in Law & Order - I due volti della giustizia (ep. 10x07), La leggenda di Earthsea
- Davide Marzi in Alias, MacGyver
- Marco Rasori in Beverly Hills Chihuahua 3: Viva La Fiesta!, 1923
- Roberto Pedicini in Law & Order - Unità vittime speciali, Ondata calda
- Alessio Cigliano in Supernatural, Cabinet of Curiosities
- Sergio Di Giulio in Law & Order - I due volti della giustizia (ep. 4x03)
- Gaetano Varcasia in Violenza metropolitana
- Angelo Maggi in Merlino
- Saverio Indrio in Haven - Il rifugio
- Vittorio De Angelis in Odyssey 5
- Teo Bellia in CSI - Scena del crimine
- Maurizio Reti in 24
- Mauro Gravina in Fringe
- Massimiliano Virgilii in Criminal Minds
- Massimo Bitossi in Burn Notice - Duro a morire
- Gianni Giuliano in The Young Pope
- Oliviero Cappellini in Scandal
- Enrico Di Troia in Royal Pains
- Marco Mete in Bones
- Alberto Bognanni in Big Sky